# Documenta Mathematica
Documenta Mathematica est une revue scientifique internationale dans le domaine des mathématiques. C'est le journal officiel de la Deutsche Mathematiker-Vereinigung. Le nom est généralement abrégé en  Documenta Math.
La revue est publiée par la Deutsche Mathematiker-Vereinigung.

## Description
La revue est créée en 1996 par la Deutsche Mathematiker-Vereinigung (DMV) ; c'est une revue en libre accès complet, à la fois pour les auteurs et pour les lecteurs. Documenta Mathematica publie des articles d'intérêt général dans tous les domaines des mathématiques. Les articles sont évalués par des pairs.
Depuis septembre 2017, les articles sont publiés sous la licence Creative Commons CC BY 4.0 ; la licence figure chaque article concerné.
Le processus d'édition, depuis la soumission du manuscrit jusqu'à sa publication, en passant par son évaluation, est électronique. Les articles acceptés sont groupés en un volume annuel qui contient environ 60 articles. Les volumes sont aussi imprimés ; la version papier est payante. La revue a aussi publié des numéros spéciaux sur des sujets particuliers, comme :
1. Proceedings ICM Berlin (1998) 2400 p.
2. Proceedings Quadratic Forms LSU (2001) 250 p.
3. Kazuya Kato's Fiftieth Birthday (2003) 918 p.
4. John H. Coates' Sixtieth Birthday (2006) 827 p.
5. Andrei A. Suslin's Sixtieth Birthday (2010) 723 p.
6. Optimization Stories (2012) 460 p.
7. Alexander S. Merkurjev's Sixtieth Birthday (2015) 588 p.
8. Mahler Selecta (2019).

## Résumés et indexation
Le Journal est indexé dans Zentralblatt MATH, Mathematical Reviews, et Science Citation Index Expanded.

## Article lié
- Liste des journaux scientifiques en mathématiques
- Liste de revues en accès libre